# Rusalka (buque ruso)
El Rusalka (en ruso: Русалка, Sirena) fue uno de los dos monitores de clase Charodeika construidos para la Armada Imperial Rusa en 1860. Sirvió toda su carrera en la Flota del Báltico. Además de haberse chocado contra una roca poco después de haber sido completado en 1869, su carrera careció de eventos relevantes. Rusalka se hundió en una tormenta en 1893 en el golfo de Finlandia. En 1902 se levantó un monumento en Tallin para conmemorar su pérdida. Los restos del naufragio fueron descubiertos en 2003, hundidos en el barro, lo que inspiró una nueva teoría acerca de su pérdida.
Su pecio es de los pocos del mundo (junto con otros como el del HMS Victoria) que se encuentra en posición vertical y no horizontal.

## Construcción y servicio
El Rusalka, llamado así por la criatura mitológica, fue ordenado el 25 de enero de 1865 y su construcción comenzó el 10 de junio en San Petersburgo. Se concluyó en 1869 con un presupuesto de 762.000 rublos y su construcción se retrasó por falta de bocetos, materiales y el fallecimiento de su constructor original. El barco chocó contra una roca en la costa finesa en junio de 1869 que dañó su revestimiento inferior tan gravemente que tuvo que ser remolcado para evitar su hundimiento. El Rusalka sirvió durante toda su trayectoria en la Flota del Báltico y fue asignado al Destacamento de Formación de Artillería en marzo de 1870. Las calderas del barco fueron reemplazadas en 1878 y en 1891, mientras que en 1892 fue reclasificado como acorazado defensor de la costa.

### Hundimiento
El Rusalka, bajo la comandancia del capitán de segundo rango V. Kh. Yenisch zarpó desde el puerto de Tallin a las 08:30 del 7 de septiembre de 1893 con destino a Helsinki. Estaba escoltado por el barco de cañón Tucha dirigido por el capitán de segundo rango N. M. Lushkov. Unas horas tras su salida, comenzó una gran tormenta de aire y lluvia; el Tucha se perdió de vista en torno al mediodía, aunque atracó y llegó finalmente a Helsinki.
Se desconocía el destino del monitor hasta que se encontró el cadáver de un marinero en un bote y algunos aros salvavidas llegaron a las costas de la isla finesa de Kemare. Las búsqueda en el fondo marino también fracasaron al intentar buscar el barco. En enero de 1894 una comisión para investigar convocó y reprendió al contraalmirante P. S. Burachek, comandante del destacamento, por dejar zarpar al Rusalka con mal tiempo, así como a Lushkov por perder el contacto con el monitor. La comisión concluyó que el mecanismo de dirección del barco falló o que el agua entró en el barco y le habría hecho perder potencia. Cualquiera que hubiera sido la causa, es obvio que el Rusalka se hundió con la pérdida de los 177 miembros de la tripulación.

### Monumento

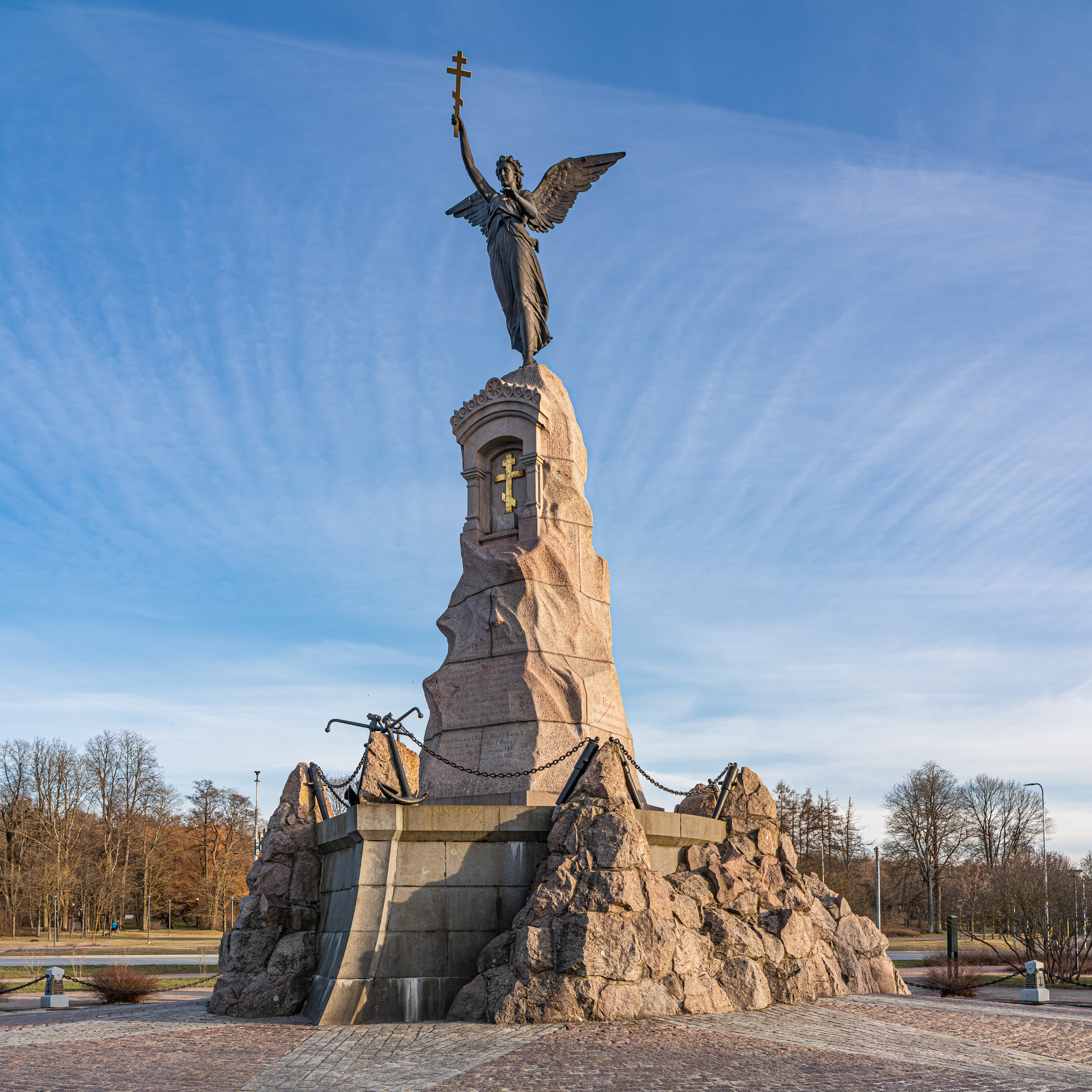
Monumento al Russalka en Tallin.

El 7 de septiembre de 1902, en el noveno aniversario de la pérdida del barco, se alzó un monumento al Rusalka en Tallin. Fue esculpido por el autor estonio Amandus Adamson, tomando la forma de un ángel de bronce sobre un pedestal de granito.

### Descubrimiento
El naufragio del Rusalka fue anunciado por los buceadores de la agencia de salvamento soviética EPRON en 1932, aunque no intentaron recuperarlo. La localización de EPRON no coincide con el descubrimiento del barco en 2003.
En la primavera de 2003, se concretó un proyecto conjunto organizado por el Museo Marítimo de Estonia y la compañía de submarinismo Tuukritööde OÜ con el objetivo de encontrar al Rusalka que se había hundido hacía 110 años antes. El 22 de julio de 2003 el naufragio del Rusalka se halló en el golfo de Finlandia, a 25 kilómetros al sur de Helsinki, gracias al buque de investigación del museo denominado Mare. Dos días después, los buceadores Kaido Peremees y Indrek Ostrat localizaron con más precisión el naufragio y lo grabaron. Aunque es una situación extraña, el buque se encontraba en una posición casi vertical; tras su hundimiento, el barco se hundió en el fangoso fondo del golfo, por lo que se encuentra enterrado casi a la mitad, alzándose unos 33 metros sobre el fondo del mar.